# شهرک عباس‌آباد
شهرک عباس‌آباد بزرگ‌ترین شهرک مسکونی در آستارا که در اوایل محدوده جاده آستارا — رشت واقع شده است، نام این شهرک، از روستای بالادستی این منطقه یعنی عباس‌آباد آستارا گرفته شده‌است. که پس از گسترش شهرنشینی در شهر، و عدم وجود زمین‌های متعدد جهت ساختمان سازی، باعث شد تا در حوالی روستای عباس‌آباد و سمت مایل به اتوبان و جاده اصلی، مکانی جهت گسترش ساخت و ساز تعیین گردد، که امروزه شهرک عباس‌آباد در دو فاز بوده، از دوهکتاری و جنب دانشگاه آزاد اسلامی واحد آستارا آغاز تا ابتدای روستای غلام محله و تالاب استیل امتداد می‌یابد. در محدوده شهرک مذکور، خانه‌های سازمانی شماره دو گمرک بندر آستارا و پروژه مسکن مهر نیز در حال احداث می‌باشد. پیشینه جمعیت در محدوده شهرک عباس‌آباد، بالغ بر ۱۰،۰۰۰ نفر می‌باشد. علاوه بر دانشگاه آزاد، مؤسسه آموزش عالی شهریار آستارا به همراه مجتمع آموزشی خواجه نصیرالدین طوسی واحد پسران نیز در شهرک واقع شده‌است. از ادارات مهم متمرکز در شهرک، می‌توان از سازمان بنادر و دریانوردی نام برد. باغ پرندگان آستارا و پناهگاه حیات وحش لوندویل به موازات شهرک، روبروی آن قرار گرفته‌اند. مسجد امام حسین نیز تنها مسجدی است که در شهرک واقع شده‌است.